# Nitriansky mestský park
Městský park se nachází v severozápadní části Starého města v Nitře. Známý je i pod názvem Městský park na Sihoti.

## Popis
Rozloha parku je 20 hektarů, skládá se ze tří částí – Starého parku Sihoť, střední části, která se nazývá Spojovací park, a jižní části, tzv. Nový park.
Součástí jižní části, zvané Nový park, jsou dvě jezera Velká Hangócka a Malá Hangócka. Jezera spojuje malý potok přemostěný dřevěným obloukovým mostem. Jezera jsou oblíbeným místem rybářů.
Nejstarší část parku se nazývá Starý park Sihoť. Tato nejsevernější část parku byla založena v polovině 19. století. Nacházejí se zde dětská hřiště, prolézačky, překážková lanová dráha, společenské hry mlýn a ruské kuželky, bludiště a Gazdovský dvůr s domácími zvířátky.
Park byl původně lužní les, vysazené lipové aleje a různé druhy domácích a cizokrajných dřevin vytvořily zelenou oázu uprostřed rušného města.
Vycházkové chodníky jsou uspořádány do hvězdy, uprostřed níž se nachází Žabí fontána s vodníkem Žbluňk (autorem je nitranský sochař Július Bártfay).
Hlavní promenáda směřuje k bývalé klasicistní letní kavárně, kterou dal v roce 1831 postavit biskup Jozef Wurum. V roce 2015 byl provoz obnoven s názvem Starý biskupský hostinec.
Městský park je místem odpočinku a zábavy.